# Сарнела (Напуљ)
Сарнела је насеље у Италији у округу Напуљ, региону Кампанија.
Према процени из 2011. у насељу је живело 43 становника. Насеље се налази на надморској висини од 43 м.